# Епархия Тапачулы
Епархия Тапачулы (лат. Dioecesis Tapacolensis) — Епархия Римско-католической церкви с центром в городе Тапачула, Мексика.

## История
19 июня 1957 года Римский папа Пий XII издал буллу «Cum Nos», которой учредил епархию Тапачулы, выделив её из Епархия Сан-Кристобаль-де-лас-Касаса.

## Ординарии епархии
- епископ Adolfo Hernández Hurtado, 1958–1970;
- епископ Bartolomé Carrasco Briseño, 1971–1976;
- епископ Juvenal Porcayo Uribe, 1976–1983;
- епископ Luis Miguel Cantón Marín, 1984–1990;
- епископ Фелипе Арисменди Эскивель, 1991–2000;
- епископ Рохелио Кабрера Лопес, 2001–2004;
- епископ Leopoldo González González, 2005 – по настоящее время.